# Christian Irobiso
Christian Okechukwu Irobiso (Lagos, 28 maggio 1993) è un calciatore nigeriano, attaccante dell'Al-Ula.

## Carriera
Ha giocato nella massima serie dei campionati portoghese, slovacco, ceco e rumeno.